# In Love and Death
Albums de The Used
The Used
(2002) Lies for the Liars
(2007)
Singles
1. Take It Away
Sortie : 26 août 2004
2. All That I've Got
Sortie : 7 décembre 2004
3. I Caught Fire
Sortie : 13 février 2005
4. Under Pressure
Sortie : 12 avril 2005

In Love And Death est le deuxième album du groupe de rock alternatif américain The Used sorti le 22 mai 2007.

## Liste des chansons
Toute la musique est composée par The Used.
| No  | Titre                           | Durée |
| --- | ------------------------------- | ----- |
| 1.  | Take It Away                    | 3:38  |
| 2.  | I Caught Fire                   | 3:25  |
| 3.  | Let It Bleed                    | 3:11  |
| 4.  | All That I've Got               | 3:59  |
| 5.  | Cut Up Angels                   | 3:47  |
| 6.  | Listening                       | 2:46  |
| 7.  | Yesterday's Feelings            | 2:48  |
| 8.  | Light with a Sharpened Edge     | 3:30  |
| 9.  | Sound Effects and Overdramatics | 3:29  |
| 10. | Hard to Say                     | 3:30  |
| 11. | Lunacy Fringe                   | 3:41  |
| 12. | I'm a Fake                      | 4:06  |